# Eupithecia palpata
Eupithecia palpata là một loài bướm đêm thuộc họ Geometridae. Nó được tìm thấy ở Canada (Newfoundland, Nova Scotia, đảo Prince Edward, New Brunswick, Quebec, Ontario, Manitoba, Saskatchewan, Alberta và British Columbia) và khu vực đông bắc của Hoa Kỳ.
Sải cánh dài khoảng 23 mm.
Ấu trùng ăn Balsam fir, miền đông hemlock, miền đông larch, Pines, Spruces và có thể other Conifers